# Hematochezja
Hematochezja – jest to obecność świeżej, czerwonej krwi w stolcu. Krew może przybierać kolor od jasnoczerwonego do ciemnoczerwonego, może występować od uformowanych, wymieszanych ze stolcem pasm krwi do płynnej postaci.
W odróżnieniu od hematochezji smolisty stolec przybiera ciemną barwę w wyniku działania bakterii oraz reakcji chemicznych i wymaga kilkugodzinnego przebywania krwi w przewodzie pokarmowym, a zatem im w niższym odcinku przewodu pokarmowego występuje źródło krwawienia, tym krew ma większą szansę nie ulec przemianom biologicznym i zostać wydalona w niezmienionym stanie powodując czerwone zabarwienie kału.
Hematochezja zwykle jest następstwem krwawienia z dolnego odcinka przewodu pokarmowego (poniżej więzadła Treitza), przede wszystkim z jelita grubego. W 5–15% przypadków może występować przy krwawieniu z górnego odcinka przewodu pokarmowego, a u 5–10% chorych źródło krwawienia znajduje się w jelicie cienkim. Jasnoczerwona krew może sugerować źródło krwawienia położone w esicy lub odbytnicy, a rdzawoczerwona krew położenie w bardziej proksymalnej części jelita grubego.
Do czynników etiologicznych hematochezji należą:
- uchyłki jelita,
- guzki krwawnicze (hemoroidy),
- rak jelita grubego,
- krwawiący polip,
- szczelina odbytu,
- angiodysplazja jelitowa,
- nieswoiste zapalenia jelit,
- niedokrwienne zapalenie jelita grubego,
- popromienne zapalenie jelita grubego,
- koagulopatia,
- krwawienie z górnego odcinka przewodu pokarmowego, w tym krwawienie z wrzodu w żołądku lub dwunastnicy oraz krwawienie z żylaków przełyku,
- czynniki infekcyjne.

## Klasyfikacja ICD10
| kod ICD10     | nazwa choroby                                |
| ------------- | -------------------------------------------- |
| ICD-10: K62   | Inne choroby odbytu i odbytnicy              |
| ICD-10: K62.5 | Krwawienie z odbytu i odbytnicy              |
| ICD-10: K92   | Inne choroby układu pokarmowego              |
| ICD-10: K92.2 | Krwotok z przewodu pokarmowego, nieokreślony |